# Trout Mask Replica
Trout Mask Replica là album phòng thu thứ ba của Captain Beefheart and his Magic Band, phát hành vào tháng 6 năm 1969. Được sản xuất bởi Frank Zappa, album này được phát hành lần đầu tiên dưới dạng một album kép qua hãng đĩa Straight Records của Zappa. Kết hợp những yếu tố của blues, avant-garde, free jazz và các thể loại âm nhạc khác, Trout Mask Replica được xem là một tác phẩm quan trọng cho nhạc thử nghiệm và là nguồn ảnh hưởng lớn của các thể loại như alternative rock, progressive rock, math rock và post-punk.
Hầu hết Trout Mask Replica được thu âm vào tháng 3 năm 1969 tại Whitney Studios ở Los Angeles, California. Các thành viên của the Magic Band vào thời kỳ này là Bill Harkleroad và Jeff Cotton chơi guitar, Mark Boston chơi guitar bass, Victor Hayden chơi bass clarinet, và John French chơi trống và bộ gõ. Beefheart hơi nhiều nhạc cụ đồng và nhạc cụ hơi khác nhau (gồm saxophone, musette, và kèn săn), và hoàn thành hầu hết các phần hát, tuy Zappa và các thành viên ban nhạc thỉnh thoảng có giúp đỡ phần này. The Magic Band thu âm phần nhạc cụ cho tất cả các track của Trout Mask Replica trong một buổi thâu kéo dài sáu tiếng; giọng hát và phần kèn của Van Vliet được thêm vào trong các ngày tiếp theo. Khi được phát hành tại Mỹ, Trout Mask Replica có doanh thu rất thấp và không vào được bảng xếp hạng. Nó thành công hơn ở Anh, nơi nó có mặt ở vị trí #21 trong một tuần.
Hiện nay, Trout Mask Replica được coi là kiệt tác trong sự nghiệp âm nhạc của Van Vliet, cũng như một trong những album rock hay nhất từng được thu âm. Phong cách âm nhạc khác thường của album, thêm việc sử dụng phức điệu (polyrhythm), giọng hát đa quãng tám (multi-octave) và không theo điệu thức (atonality) khiến album này trở thành một trong các album có nhiều ý kiến trái chiều nhất từ thính giả trong thế kỷ XX. Nó được xếp ở #58 trên danh sách 500 album vĩ đại nhất, vị trí #60 trên phiên bản làm lại năm 2012 của Rolling Stone, và cũng có mặt trên nhiều danh sách tương tự. Steve Huey của Allmusic viết rằng "tính truyền cảm hứng của nó [Trout Mask Replica] giúp ta hình dung nên thứ có thể nhạc rock đã đặt nền móng cho vô số những sự thử nghiệm trong tương lai, đặc biệt trong thời kỳ punk/new wave."

## Bối cảnh
Beefheart và the Magic Band thường có những mối quan hệ khó khăn với hãng đĩa. A&M phát hành đĩa đơn đầu tiên của nhóm, một bản hát lại (cover) "Diddy Wah Diddy" của Bo Diddley, nhưng bỏ rơi ban nhạc sau khi hai đĩa đơn tiếp theo không trở thành hit. Buddah Records phát hành album đầu tay của ban nhạc (và hãng đĩa), Safe as Milk (1967). Không lâu sau Buddah bắt đầu chuyên hóa về "bubblegum pop", một phong cách mà Captain Beefheart and His Magic Band không có chỗ, và ban nhạc lần nữa lại lại trở nên vô-hãng đĩa. Cuối 1967 và xuân 1968, nhóm nhạc có những đợt thu âm mà sau đó sẽ trở thành các album Strictly Personal và Mirror Man, nhưng do bảng hợp đồng không rõ ràng họ không chắc các nhạc phẩm có được phát hành hay không. Vào thời gian này, Frank Zappa, bạn chung trường trung học của Van Vliet, thành lập hai hãng đĩa riêng, Bizarre và Straight, và cho phép Captain Beefheart thu âm với tự do nghệ thuật hoàn toàn. Kết quả là Trout Mask Replica.

## Danh sách bài hát
Tất cả lời được sáng tác bởi Don Van Vliet. Sắp xếp nhạc phẩm bởi John French. 
| Mặt 1 | Mặt 1                                           | Mặt 1      |
| STT   | Nhan đề                                         | Thời lượng |
| ----- | ----------------------------------------------- | ---------- |
| 1.    | "Frownland"                                     | 1:41       |
| 2.    | "The Dust Blows Forward 'n the Dust Blows Back" | 1:53       |
| 3.    | "Dachau Blues"                                  | 2:21       |
| 4.    | "Ella Guru"                                     | 2:26       |
| 5.    | "Hair Pie: Bake 1"                              | 4:58       |
| 6.    | "Moonlight on Vermont"                          | 3:59       |

| Mặt 2 | Mặt 2                            | Mặt 2      |
| STT   | Nhan đề                          | Thời lượng |
| ----- | -------------------------------- | ---------- |
| 7.    | "Pachuco Cadaver"                | 4:40       |
| 8.    | "Bills Corpse"                   | 1:48       |
| 9.    | "Sweet Sweet Bulbs"              | 2:21       |
| 10.   | "Neon Meate Dream of a Octafish" | 2:25       |
| 11.   | "China Pig"                      | 4:02       |
| 12.   | "My Human Gets Me Blues"         | 2:46       |
| 13.   | "Dali's Car"                     | 1:26       |

| Mặt 3 | Mặt 3                   | Mặt 3      |
| STT   | Nhan đề                 | Thời lượng |
| ----- | ----------------------- | ---------- |
| 14.   | "Hair Pie: Bake 2"      | 2:23       |
| 15.   | "Pena"                  | 2:33       |
| 16.   | "Well"                  | 2:07       |
| 17.   | "When Big Joan Sets Up" | 5:18       |
| 18.   | "Fallin' Ditch"         | 2:08       |
| 19.   | "Sugar 'n Spikes"       | 2:30       |
| 20.   | "Ant Man Bee"           | 3:57       |

| Mặt 4 | Mặt 4                          | Mặt 4      |
| STT   | Nhan đề                        | Thời lượng |
| ----- | ------------------------------ | ---------- |
| 21.   | "Orange Claw Hammer"           | 3:34       |
| 22.   | "Wild Life"                    | 3:09       |
| 23.   | "She's Too Much for My Mirror" | 1:40       |
| 24.   | "Hobo Chang Ba"                | 2:02       |
| 25.   | "The Blimp (mousetrapreplica)" | 2:04       |
| 26.   | "Steal Softly thru Snow"       | 2:18       |
| 27.   | "Old Fart at Play"             | 1:51       |
| 28.   | "Veteran's Day Poppy"          | 4:31       |

## Thành phần tham gia
- Captain Beefheart (Don Van Vliet) – hát chính và hát nền, spoken word (đọc), tenor saxophone, soprano saxophone, bass clarinet, musette, kèn simran, kèn săn, chuông lắc, sản xuất (không được ghi lại), kỹ thuật (không được ghi lại)

The Magic Band
- Drumbo (John French) – trống, nhạc cụ bộ gõ, kỹ thuật (không được ghi lại trong lần phát hành đầu)
- Antennae Jimmy Semens (Jeff Cotton) – guitar, "steel appendage guitar" (slide guitar dùng slide kim loại), hát chính trong "Pena" và "The Blimp", "kèn thịt" (hát với tay bụm quanh miệng) trong "Ella Guru", nói trong "Old Fart at Play"
- Zoot Horn Rollo (Bill Harkleroad) – guitar, "glass finger guitar" (slide guitar dùng slide kính), sáo trong "Hobo Chang Ba"
- Rockette Morton (Mark Boston) – guitar bass, kể chuyện trong "Dachau Blues" và "Fallin' Ditch"
- The Mascara Snake (Victor Hayden) – bass clarinet, hát nền trong "Ella Guru", giọng nói trong "Pena"

Nhạc sĩ khác
- Doug Moon – guitar mộc trong "China Pig"
- Gary "Magic" Marker – guitar bass trong "Moonlight on Vermont" và "Veteran's Day Poppy" (không được ghi lại)
- Roy Estrada – bass guitar on "The Blimp" (không được ghi lại)
- Arthur Tripp III – trống và bộ gõ trong "The Blimp" (không được ghi lại)
- Don Preston – piano trong "The Blimp" (không được ghi lại)
- Ian Underwood và Bunk Gardner – alto và tenor saxophones trong "The Blimp" (không được ghi lại/không nghe thấy được)
- Buzz Gardner – trumpet trong "The Blimp" (không được ghi lại/không nghe thấy được)
- Frank Zappa – giọng nói trong "Pena" và "The Blimp" (không được ghi lại); kỹ thuật (không được ghi lại); sản xuất
- Richard "Dick" Kunc – giọng nói trong "She's Too Much for My Mirror" (không được ghi lại); kỹ thuật viên
- Cal Schenkel – thiết kế bìa
- Ed Caraeff and Cal Schenkel – nhiếp ảnh